# Bassenthwaite Lake
Bassenthwaite Lake is een van de grootste meren in het in North West England gelegen Lake District in het graafschap Cumbria. Het is het meest noordelijk gelegen meer in het gebied en het enige dat de aanduiding 'Lake' (meer) in de naam draagt. De andere meren hebben namen die eindigen op 'mere' (wat meer betekent, zoals in Windermere), 'water' (zoals in Derwent Water) of 'tarn'.
Bassenthwaite Lake is, zoals de meeste meren in de streek, langgerekt en relatief smal en ondiep. De lengte bedraagt ruim 6 kilometer, de maximale breedte is ca. 1,2 km en de maximale diepte is 21 meter. De totale oppervlakte beslaat 5,1 km².
Het meer en de omgeving kent een grote verscheidenheid aan flora en fauna. Er nestelen vele vogelsoorten en het meer bevat vissoorten als zalm, forel, snoek, baars, pos en aal. Ook de bedreigde vissoort vendace (Coregonus vandesius) zou er leven.
Het meer ligt op een afstand van ongeveer 5 kilometer van de stad Keswick en derhalve nabij Derwent Water, waarmee het ooit een geheel zou hebben gevormd. De twee meren worden met elkaar verbonden door de rivier de Derwent.